# Jorge Sequeira
Jorge Manuel Pais Seara Rodrigues Sequeira, ou apenas Jorge Sequeira, (Tabuaço, 21 de Janeiro de 1966) é um psicólogo e professor universitário português. Ficou conhecido por concorrer à Presidência da República de Portugal nas eleições de 2016.

## Docente Universitário
Licenciado em Psicologia pela Universidade do Porto, estagiou no Hospital Psiquiátrico de Bromham, em Inglaterra. O seu Mestrado centrou-se no estabelecimento de competências de confronto com o stress e a ansiedade. Posteriormente, concluiu o Doutoramento, relacionado com o Treino Mental, incidindo a sua intervenção na otimização de dimensões como: Motivação; Formulação de Objetivos; Gestão Emocional; Autoconfiança; Team Building; Liderança e Coesão de Grupos. Enquanto docente, está envolvido em Pós-Graduações e Mestrados promovidos por várias instituições, como o IESF (Instituto de Estudos Superiores Financeiros e Fiscais), Porto Business School, FEP (Faculdade de Economia da Universidade do Porto), Universidade do Minho e Universidade de Salamanca. Leciona disciplinas como: Liderança e Motivação, Gestão de Recursos Humanos, Comunicação e Imagem, Métodos de Avaliação Psicológica, Comportamento nas Organizações, Gestão do Talento, Psicologia do Desporto, entre outras.

## Investigador
Na qualidade de Investigador, tem efetuado várias pesquisas, algumas das quais sob a alçada da FCT – Fundação da Ciência e Tecnologia. Autor de vários artigos no âmbito da Gestão Comportamental, Psicologia Desportiva e Reflexão Social, apresentou mais de três centenas de palestras, comunicações em seminários, congressos e workshops, quer em Portugal quer no estrangeiro.

## Alta Competição Desportiva
No âmbito da sua intervenção no alto rendimento desportivo, Jorge Sequeira trabalhou com Jesualdo Ferreira na equipa técnica do Sporting Clube de Braga. A convite da Federação Portuguesa de Futebol e da UEFA, também atua como preletor nos cursos de nível superior para treinadores. Nesta qualidade, foi professor de vários técnicos de renome, entre os quais José Mourinho.

## Motivational Speaker
Jorge Sequeira é também um dos principais palestrantes motivacionais tendo já participado no desenvolvimento comportamental de mais de três centenas de empresas como a Sonae, Worten, Zurich, Pepsi, Carrefour, Efacec, EDP, Fujitsu, Galp, Pfizer, Toyota, UEFA, TVI, Bosch, e Salsa. Com apresentações empolgantes e com muito sentido de humor, Jorge Sequeira oferece no seu portefólio, palestras como: Equipas Vencedoras e Liderança Mobilizadora, A força do Otimismo, Abraçar a Mudança, Criativação e Sonhalidade (palavras criadas e registadas por ele), Resiliência, Negócio Fechado, Cortar a Meta, Story Taylor, entre outras.

## Comentador Televisivo
Jorge Sequeira atuou em canais de destaque como a TVI24 onde foi comentador desportivo e no Porto Canal onde atuou como comentador político, na sua coluna semanal no Jornal Diário, apresentado pelo jornalista Júlio Magalhães.

## Candidatura à Presidência da República Portuguesa
Em 23 de Julho de 2015, Jorge Sequeira formalizou o seu interesse em candidatar-se às presidenciais de 2016 durante um comício no Auditório do Parque Biológico de Vila Nova de Gaia. Começou assim a recolha das 7.500 assinaturas necessárias para a validação da candidatura. Sob o slogan “Portugal Somos Nós”, a campanha pretendia assumir-se como plataforma de cidadania participativa e apartidária, mas que não excluía a sensibilidade ideológica. No dia 22 de dezembro de 2015, Jorge Sequeira entregou um total de 9.118 assinaturas no Tribunal Constitucional de Lisboa e validou a sua candidatura às Presidenciais 2016. Durante o mês de janeiro, Jorge Sequeira participou em comícios e em debates em todo o território português e finalizou a sua campanha com duas ações. A primeira, uma arruada em Braga no dia 21 de janeiro de 2016 e, posteriormente, no dia 22 de janeiro de 2016, um comício no Auditório do Parque Biológico de Gaia. Apurados os resultados eleitorais, foram contabilizados 0.30% dos votos (o que equivale a 13.771 votos) para Jorge Sequeira, que assumiu o posto de nono candidato mais votado entre os portugueses.